# Великие Липняги (Семёновский район)
Великие Липняги (укр. Великі Липняги) — село,
Липняговский сельский совет,
Семёновский район,
Полтавская область,
Украина.
Код КОАТУУ — 5324583901. Население по переписи 2001 года составляло 386 человек.
Является административным центром Липняговского сельского совета, в который, кроме того, входит село
Малые Липняги.

## Географическое положение
Село Великие Липняги находится у истоков небольшой пересыхающей речушки Рудка,
ниже по течению на расстоянии в 2 км расположено село Малые Липняги.

## История
- 20—21 сентября 1943 — фашисты расстреляли и сожгли живьём практически всех жителей села[2].
- на карте 1812 года как Липяги[3]

## Экономика
- «Наском-Агро», ООО.

## Объекты социальной сферы
- Дом культуры.

## Достопримечательности
- Братская могила советских воинов и мемориал жертвам немецкого фашизма.[4]